# Greci (gmina w okręgu Tulcza)
Greci – gmina w Rumunii, w okręgu Tulcza. Obejmuje tylko jedną miejscowość Greci. W 2011 roku liczyła 5056 mieszkańców. 